# Papilio cresphontes
Papilio cresphontes är en fjärilsart som beskrevs av Pieter Cramer 1777. Papilio cresphontes ingår i släktet Papilio och familjen riddarfjärilar. Inga underarter finns listade i Catalogue of Life.

## Bildgalleri

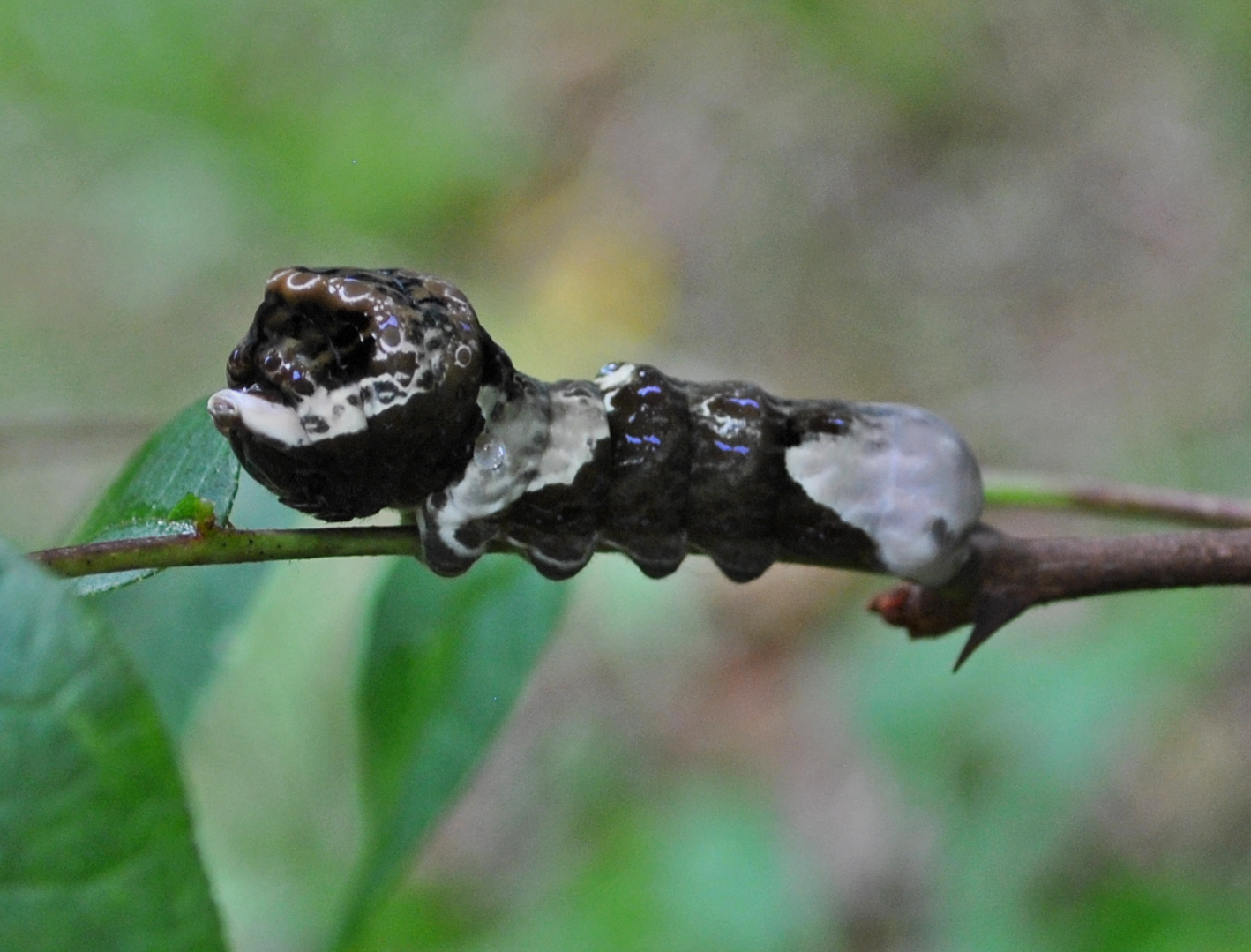
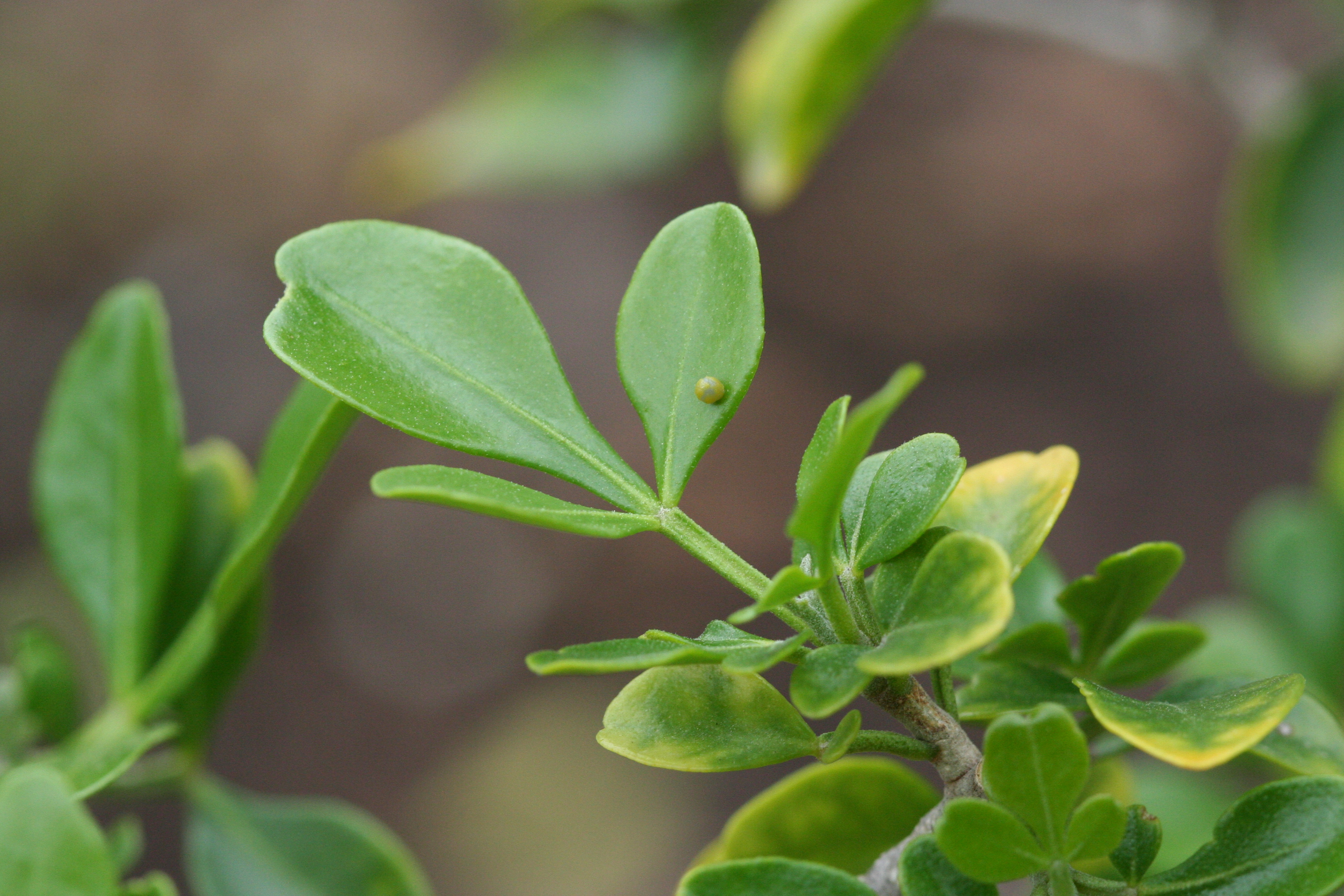
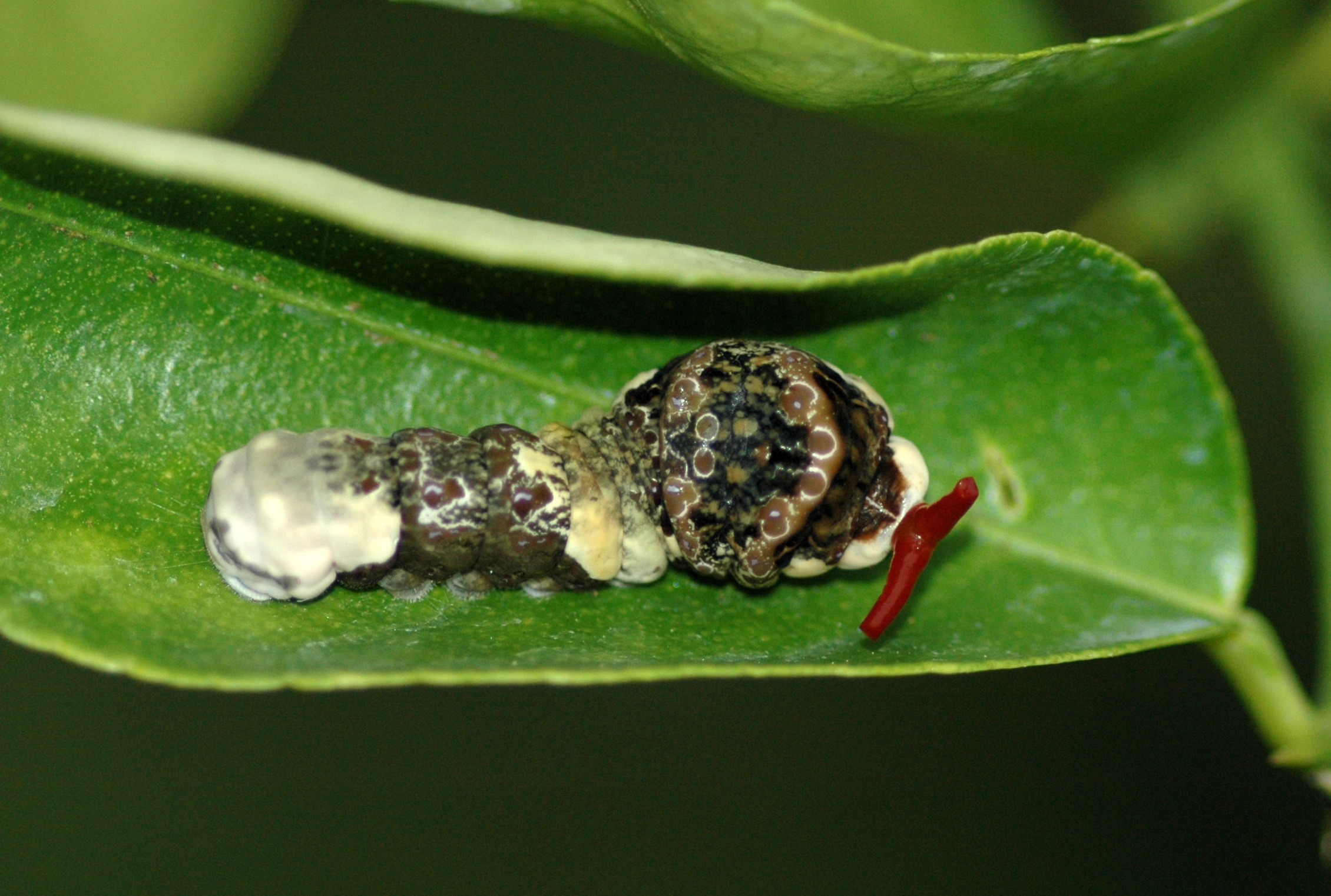
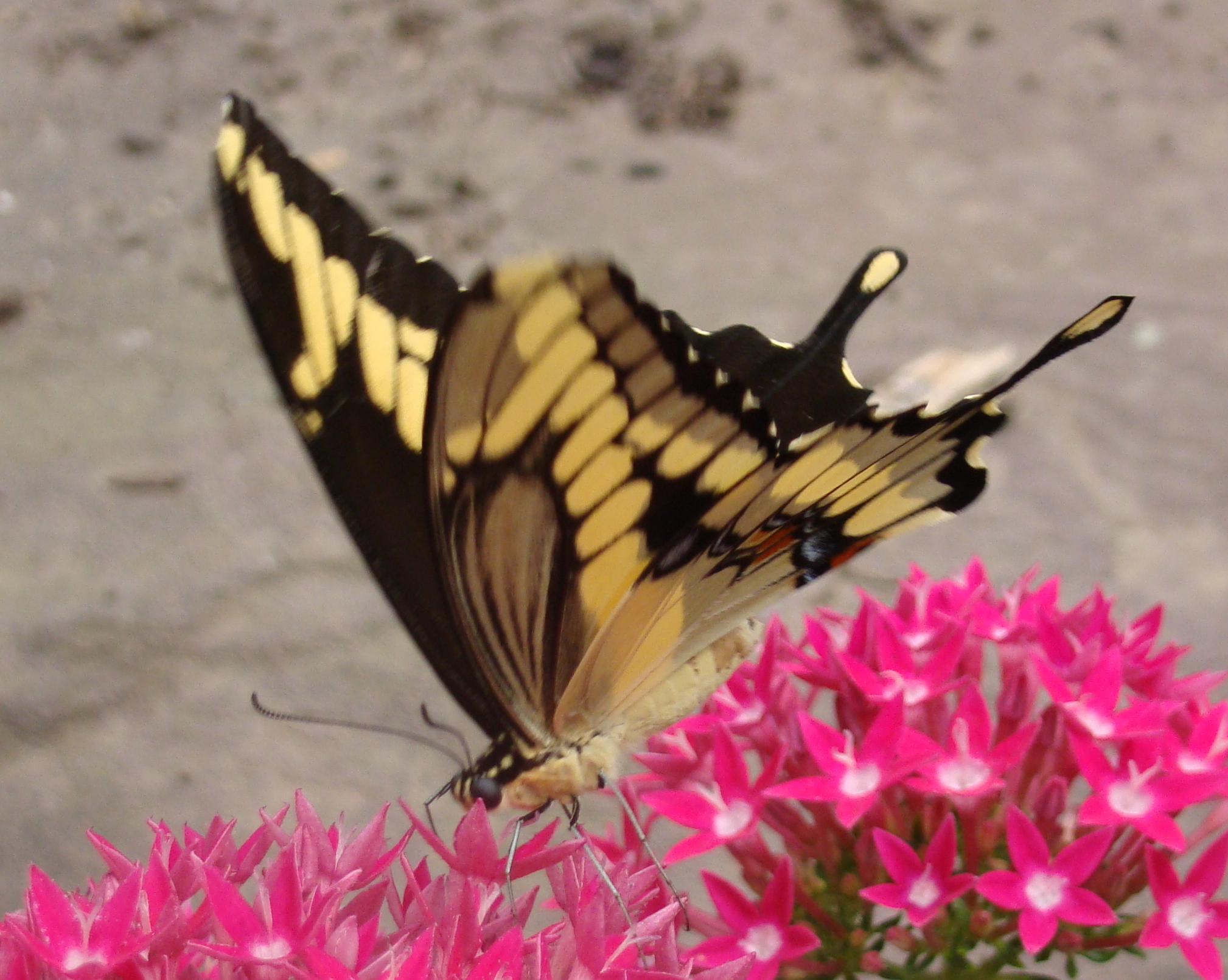
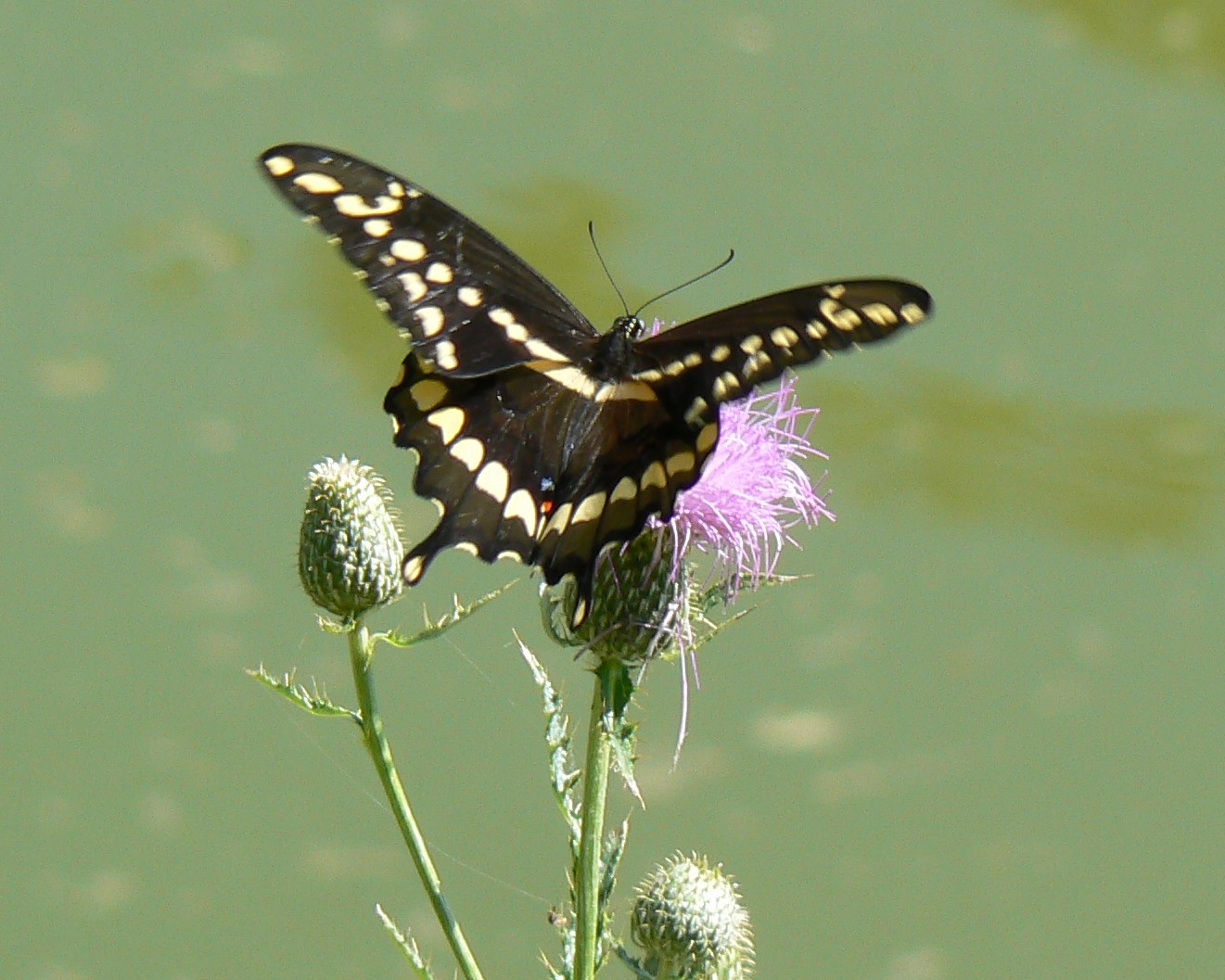
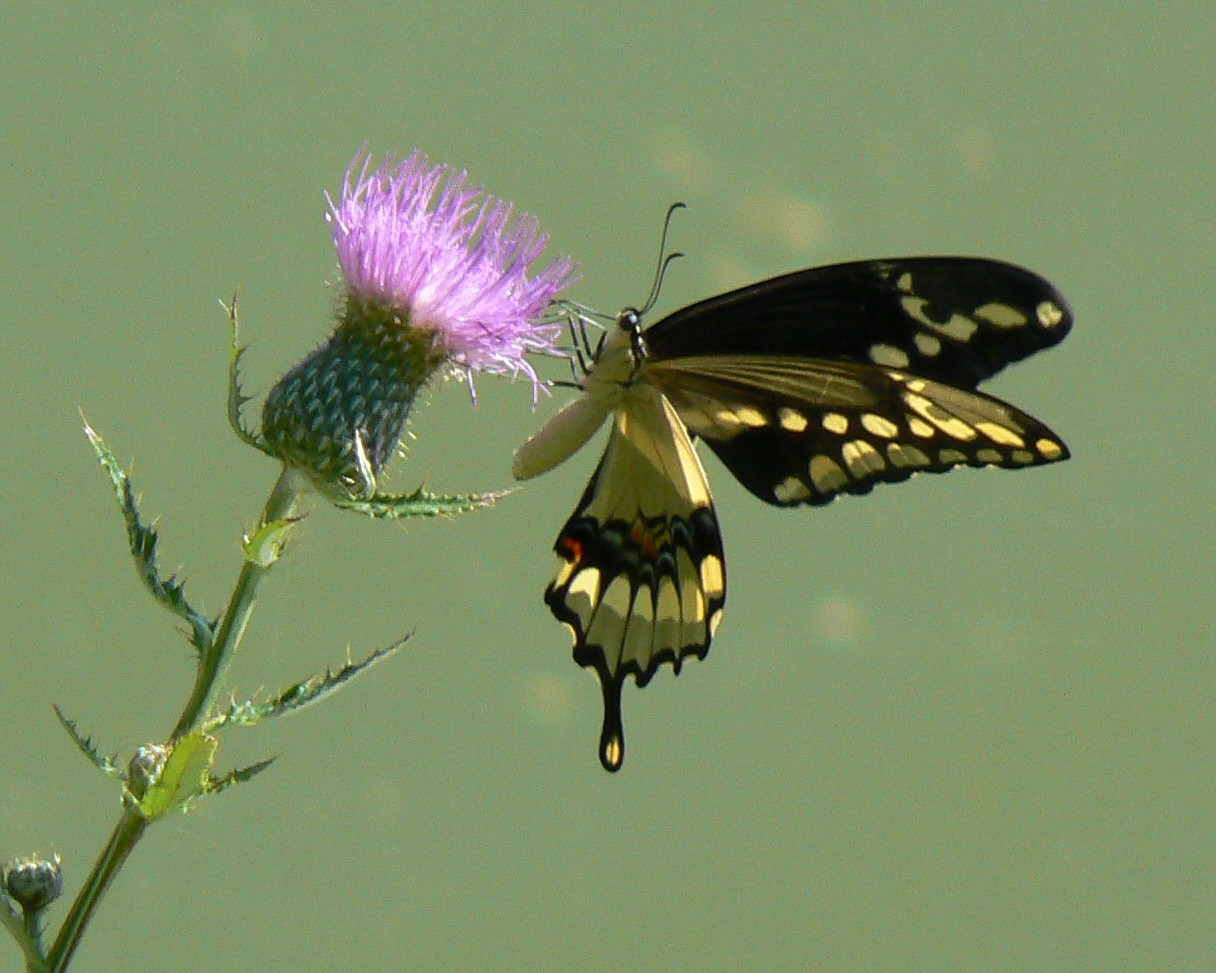